# غوستاف وين كوك
غوستاف وين كوك (بالإنجليزية: Gustavus Wynne Cook)‏ هو مصرفي أمريكي، ولد في 12 ديسمبر 1867، وتوفي في 4 يونيو 1940.